# Yunnan Lvshan Landscape
Yunnan Lvshan Landscape is een wielerploeg die een Chinese licentie heeft. De ploeg bestaat sinds 2014. Yunnan Lvshan Landscape komt uit in de Continentale circuits van de UCI. Fei Liu is de manager van de ploeg.